# Curtis T. McMullen
Curtis Tracy McMullen (sinh ngày 21 tháng 5 năm 1958) là nhà toán học người Mỹ, hiện là giáo sư toán học tại đại học Harvard. Ông được trao huy chương Fields năm 1998 cho những nghiên cứu trong động lực phức, hình học hyperbolic và lý thuyết Teichmüller.
McMullen được đọc diễn văn tốt nghiệp trường Williams College năm 1980 và nhận bằng tiến sĩ toán học năm 1985 tại đại học Harvard, dưới sự hướng dẫn của Dennis Sullivan. Ông tham gia nghiên cứu sau tiến sĩ tại Học viện Công nghệ Massachusetts, Viện nghiên cứu Khoa học Toán học, và Viện nghiên cứu cao cấp Princeton, sau đó ông được nhận vào làm việc tại đại học Princeton (1987–1990) và Đại học California, Berkeley (1990–1997), trước khi được mời về trường Harvard năm 1997. Ông được trao Giải Salem năm 1991 và được bầu vào Viện Hàn lâm Khoa học Quốc gia Hoa Kỳ năm 2007.

## Công trình nghiên cứu
- ——— (1994), Complex Dynamics and Renormalization, Annals of Mathematics Studies, quyển 135, Princeton, NJ: Princeton University Press, ISBN 0691029822
- ——— (1996), Renormalization and 3-Manifolds which Fiber over the Circle, Annals of Mathematics Studies, quyển 142, Princeton, NJ: Princeton University Press, ISBN 0691011532